# Üzleti delegált programtervezési minta
Az üzleti delegált programtervezési minta csökkenti a redundanciát, azaz  az üzleti és a prezentációs rétegben is jelen levő adatok mennyiségét, továbbá elrejti a szolgáltatások implementációját, beleértve a névszolgáltatásokat is.  Az adapter szerepét töltik be az üzleti objektumok és a prezentációs réteg között. Használatára példa a Java EE.

## Szerkezete
A kliensek kérését az üzleti delegáltak a névszolgáltatás használatával közvetítik a kiszolgáló objektumoknak.
Komponensei az üzleti delegált, a névtérszolgáltató és az üzleti szolgáltatás.
Az üzleti delegált ellenőrzi és védi a többi összetevőt. A Java EE-ben kétféle lehet, ID-vel és ID nélküli, ahol az ID string verziója egy távoli objektumra mutató referenciának, mint az EJBHome vagy EJBObject.
A névtérszolgáltató lehetővé teszi az üzleti szolgáltatás elérését. Ezt az üzleti delegált használja, és az üzleti névtérszolgáltatót az általános névtérszolgáltató tartalmazza.
Az üzleti szolgáltatás az üzleti réteg komponense, mint enterprise bean vagy JMS komponens, ami a szolgáltatást nyújtja.

## Előnyei
- Csökken a redundancia
- Nő a rugalmasság, javul a karbantarthatóság
- Egységes API a prezentációs rétegnek az üzleti logikához való hozzáféréshez.[1][3]

## Lehetséges problémák
- Extra réteg az alkalmazásban, ami bonyolultabb szerkezetet és több osztályt igényel. Az alkalmazás mérete és bonyolultsága is nő.
- Az üzleti delegáltnak követnie kell a távoli objektumok interfészeinek változását, emiatt ezen csak ritkán szabad változtatni.[3]

## Példa
Az alábbi példa egy Professional Services Application (PSA), alkalmazásból való. A web rétegben a kliensnek egy session beanhez kell hozzáférnie, ami a homlokzat mintát valósítja meg.
Erőforrás delegált:
```
public
 
class
 
ResourceDelegate
 
{

  
// Remote reference for Session Facade

  
private
 
ResourceSession
 
session
;

  
// Class for Session Facade's Home object

  
private
 
static
 
final
 
Class
 
homeClazz
 
=

  
corepatterns
.
apps
.
psa
.
ejb
.
ResourceSessionHome
.
class
;

  
// Default Constructor. Looks up home and connects

  
// to session by creating a new one

  
public
 
ResourceDelegate
()
 
throws
 
ResourceException
 
{

    
try
 
{

      
ResourceSessionHome
 
home
 
=
 
(
ResourceSessionHome
)

        
ServiceLocator
.
getInstance
().
getHome
(

          
"Resource"
,
 
homeClazz
);

      
session
 
=
 
home
.
create
();

    
}
 
catch
(
ServiceLocatorException
 
ex
)
 
{

      
// Translate Service Locator exception into

      
// application exception

      
throw
 
new
 
ResourceException
(...);

    
}
 
catch
(
CreateException
 
ex
)
 
{

      
// Translate the Session create exception into

      
// application exception

      
throw
 
new
 
ResourceException
(...);

    
}
 
catch
(
RemoteException
 
ex
)
 
{

      
// Translate the Remote exception into

      
// application exception

      
throw
 
new
 
ResourceException
(...);

    
}

  
}

  

  
public
 
BusinessDelegate
(
String
 
id
)

    
throws
 
ResourceException
 
{

    
super
();

    
reconnect
(
id
);

  
}

  

  
public
 
String
 
getID
()
 
{

    
try
 
{

      
return
 
ServiceLocator
.
getId
(
session
);

    
}
 
catch
 
(
Exception
 
e
)
 
{

      
// Throw an application exception

    
}

 
}

  
public
 
void
 
reconnect
(
String
 
id
)
 

    
throws
 
ResourceException
 
{

    
try
 
{

      
session
 
=
 
(
ResourceSession
)
 

                
ServiceLocator
.
getService
(
id
);

    
}
 
catch
 
(
RemoteException
 
ex
)
 
{

      
// Translate the Remote exception into

      
// application exception

      
throw
 
new
 
ResourceException
(...);

    
}

  
}

  

  
public
 
ResourceTO
 
setCurrentResource
(

    
String
 
resourceId
)

    
throws
 
ResourceException
 
{

    
try
 
{

      
return
 
session
.
setCurrentResource
(
resourceId
);

    
}
 
catch
 
(
RemoteException
 
ex
)
 
{

      
// Translate the service exception into

      
// application exception

      
throw
 
new
 
ResourceException
(...);

    
}

  
}

  
public
 
ResourceTO
 
getResourceDetails
()

    
throws
 
ResourceException
 
{

    
try
 
{

      
return
 
session
.
getResourceDetails
();

    
}
 
catch
(
RemoteException
 
ex
)
 
{

      
// Translate the service exception into

      
// application exception

      
throw
 
new
 
ResourceException
(...);

    
}

  
}

  
public
 
void
 
setResourceDetails
(
ResourceTO
 
vo
)

    
throws
 
ResourceException
 
{

    
try
 
{

      
session
.
setResourceDetails
(
vo
);

    
}
 
catch
(
RemoteException
 
ex
)
 
{

      
throw
 
new
 
ResourceException
(...);

    
}

  
}

  
public
 
void
 
addNewResource
(
ResourceTO
 
vo
)

    
throws
 
ResourceException
 
{

    
try
 
{

      
session
.
addResource
(
vo
);

    
}
 
catch
(
RemoteException
 
ex
)
 
{

      
throw
 
new
 
ResourceException
(...);

    
}

  
}

  
// all other proxy method to session bean

  
...

}

```

A ResourceSession távoli interfésze:
```
public
 
class
 
ResourceDelegate
 
{

  
// Remote reference for Session Facade

  
private
 
ResourceSession
 
session
;

  
// Class for Session Facade's Home object

  
private
 
static
 
final
 
Class
 
homeClazz
 
=

  
corepatterns
.
apps
.
psa
.
ejb
.
ResourceSessionHome
.
class
;

  
// Default Constructor. Looks up home and connects

  
// to session by creating a new one

  
public
 
ResourceDelegate
()
 
throws
 
ResourceException
 
{

    
try
 
{

      
ResourceSessionHome
 
home
 
=
 
(
ResourceSessionHome
)

        
ServiceLocator
.
getInstance
().
getHome
(

          
"Resource"
,
 
homeClazz
);

      
session
 
=
 
home
.
create
();

    
}
 
catch
(
ServiceLocatorException
 
ex
)
 
{

      
// Translate Service Locator exception into

      
// application exception

      
throw
 
new
 
ResourceException
(...);

    
}
 
catch
(
CreateException
 
ex
)
 
{

      
// Translate the Session create exception into

      
// application exception

      
throw
 
new
 
ResourceException
(...);

    
}
 
catch
(
RemoteException
 
ex
)
 
{

      
// Translate the Remote exception into

      
// application exception

      
throw
 
new
 
ResourceException
(...);

    
}

  
}

  
public
 
BusinessDelegate
(
String
 
id
)

    
throws
 
ResourceException
 
{

    
super
();

    
reconnect
(
id
);

  
}

  
public
 
String
 
getID
()
 
{

    
try
 
{

      
return
 
ServiceLocator
.
getId
(
session
);

    
}
 
catch
 
(
Exception
 
e
)
 
{

      
// Throw an application exception

    
}

 
}

  
public
 
void
 
reconnect
(
String
 
id
)
 

    
throws
 
ResourceException
 
{

    
try
 
{

      
session
 
=
 
(
ResourceSession
)
 

                
ServiceLocator
.
getService
(
id
);

    
}
 
catch
 
(
RemoteException
 
ex
)
 
{

      
// Translate the Remote exception into

      
// application exception

      
throw
 
new
 
ResourceException
(...);

    
}

  
}

  

  
public
 
ResourceTO
 
setCurrentResource
(

    
String
 
resourceId
)

    
throws
 
ResourceException
 
{

    
try
 
{

      
return
 
session
.
setCurrentResource
(
resourceId
);

    
}
 
catch
 
(
RemoteException
 
ex
)
 
{

      
// Translate the service exception into

      
// application exception

      
throw
 
new
 
ResourceException
(...);

    
}

  
}

  
public
 
ResourceTO
 
getResourceDetails
()

    
throws
 
ResourceException
 
{

    
try
 
{

      
return
 
session
.
getResourceDetails
();

    
}
 
catch
(
RemoteException
 
ex
)
 
{

      
// Translate the service exception into

      
// application exception

      
throw
 
new
 
ResourceException
(...);

    
}

  
}

  
public
 
void
 
setResourceDetails
(
ResourceTO
 
vo
)

    
throws
 
ResourceException
 
{

    
try
 
{

      
session
.
setResourceDetails
(
vo
);

    
}
 
catch
(
RemoteException
 
ex
)
 
{

      
throw
 
new
 
ResourceException
(...);

    
}

  
}

  
public
 
void
 
addNewResource
(
ResourceTO
 
vo
)

    
throws
 
ResourceException
 
{

    
try
 
{

      
session
.
addResource
(
vo
);

    
}
 
catch
(
RemoteException
 
ex
)
 
{

      
throw
 
new
 
ResourceException
(...);

    
}

  
}

  
// all other proxy method to session bean

  
...

}

```

## Fordítás
- Ez a szócikk részben vagy egészben  a   Business delegate pattern című angol Wikipédia-szócikk fordításán alapul.  Az eredeti cikk szerkesztőit annak laptörténete sorolja fel. Ez a jelzés csupán a megfogalmazás eredetét és a szerzői jogokat jelzi, nem szolgál a cikkben szereplő információk forrásmegjelöléseként.